# Tormay-ház (Szekszárd)
A Tormay-ház, más néven Krehmüller-ház Szekszárd belvárosának egyik meghatározó műemlék épülete a Béla király tér és a Bezerédj utca sarkán (Bezerédj u. 1).

## A ház története
Tormay (Krehmüller) Károly megyei főorvos és építész tervezte saját lakásának, az 1830-as években épült. Ez volt a belváros első emeletes polgárháza, közvetlenül a plébánia mellett épült fel klasszicista stílusban. Itt született 1839-ben Tormay (Krehmüller) Béla állatorvos professzor.
1855-ben Tormay eladta az épületet 1846-ban alapított Szegzárdi Takarékpénztárnak, amely 1896-ig működött ebben az épületben, majd a szomszéd telken felépített új székházába költözött.
1870-ben a takarékpénztár albérlőjeként a Garay tér (akkori nevén Zöldkút tér) sarkán álló Diczenty-házból ideköltözött a Szekszárdi Kaszinó. A kaszinó 1894-ig működött itt, majd továbbköltözött az Augusz-házba.
Az épületben a 2000-es években a polgármesteri hivatal okmányirodája működött, majd kormányablak vette át a helyét.

## Az épület
A ház klasszicista stílusú, fehérre meszelt egyemeletes épület. Kialakítása enyhén aszimmetrikus, a középen nyíló kapu Béla király tér felőli oldalán 3 ablak nyílik, fölötte 1, a bal oldalon pedig 4. A földszint fala vízszintes sávozással díszített.